# Юхневич, Иван Петрович
Юхневич Иван Петрович (1885, Беларусь — 13 февраля 1959, Кривой Рог, Днепропетровская область) — российский рабочий, советский хозяйственный деятель. Участник гражданской войны на Украине.

## Биография
Родился в 1885 году на территории нынешней Белоруссии.
Образование неоконченное среднее. В 1899—1917 годах работал на Галковском руднике (Кривой Рог).
Член РСДРП(б) с марта 1917 года, возглавлял партийную ячейку рудника «Дубовая Балка» (Кривой Рог). В октябре 1917 года нелегально доставил в Кривой Рог из Екатеринослава 250 винтовок, 300 гранат для отрядов Красной гвардии. В январе 1918 года — участник вооружённого восстания в Кривом Роге. Один из организаторов 1-го Криворожского революционного полка, председатель полкового комитета, политрук батальона. Участвовал в боях с немецко-австрийскими войсками на Украине и под Царицыным.
Участник гражданской войны в 1919—1920 годах, политработник, с апреля 1920 года — член Екатеринославского губернского революционного трибунала.
В 1921—1941 годах — заведующий хозяйственной частью завода «Коммунист», глава профсоюза завода «Пневматик».
С началом Великой Отечественной войны был эвакуирован. В 1941—1945 годах — воспитатель ремесленного училища в Магнитогорске, председатель колхоза в Казахской ССР.
После освобождения Кривого Рога вернулся в город. С 1945 года работал озеленителем в транспортном цехе завода «Коммунист».
Умер 13 февраля 1959 года в Кривом Роге.